# Wat Yannawa

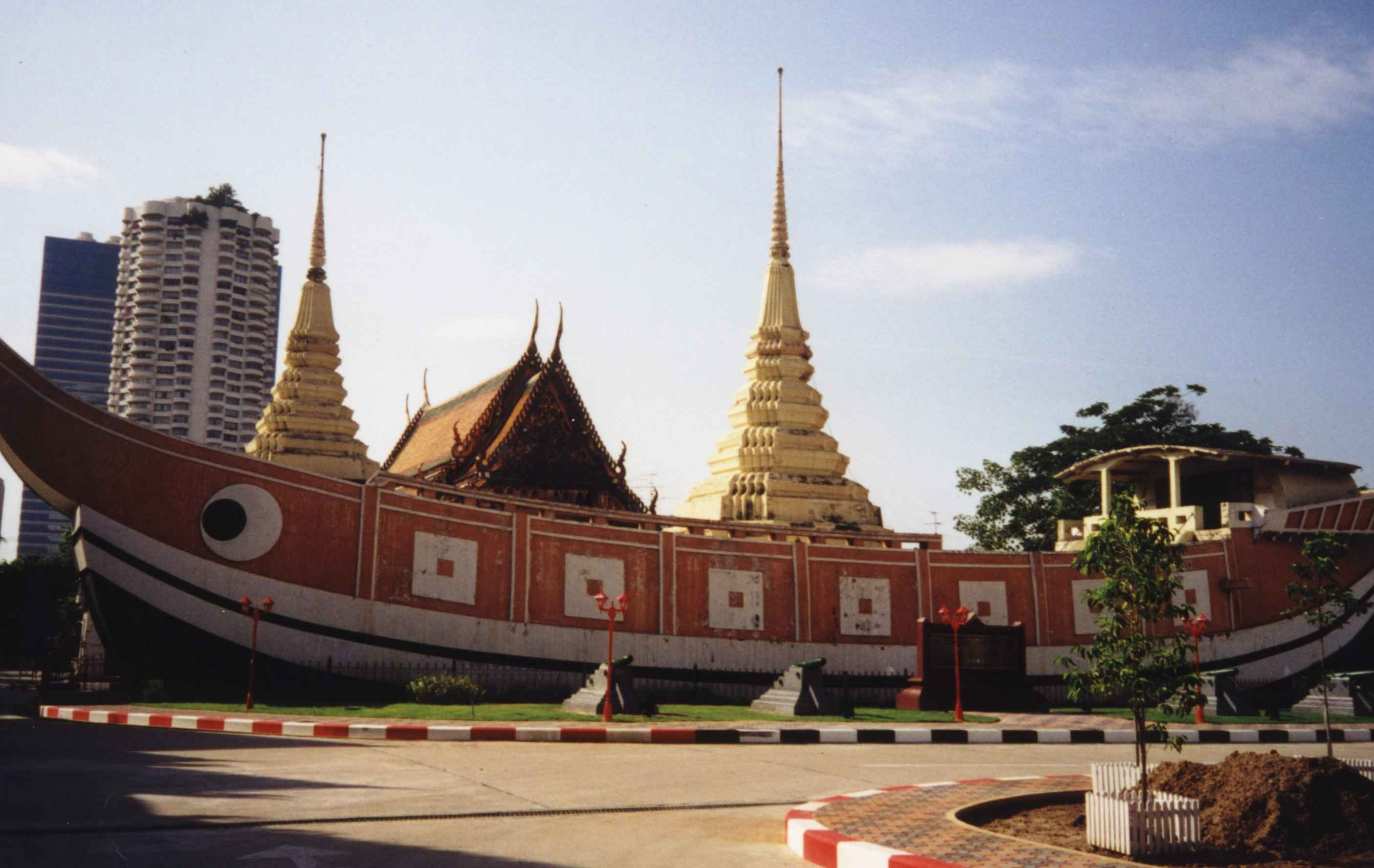
Der dschunkenartige Viharn des Wat Yannawa

Der Wat Yannawa (Thai วัดยานนาวา, etwa: Tempel der überdauernden Schiffe) ist eine buddhistische Tempelanlage (Wat) in Bangkok. Er ist ein Königlicher Tempel 3. Klasse.

## Lage
Wat Yannawa liegt etwas südlich der Taksin-Brücke im Stadtteil (Khet) Sathon, nicht sehr weit entfernt von der Chinatown in Bangkok. Er liegt fußläufig von der BTS-Station Taksin Bridge in Richtung Charoen-Krung-Straße entfernt.

## Baugeschichte
Wat Yannawa wurde bereits während der Zeit des Königreichs Ayutthaya errichtet und hieß seinerzeit Wat Kok Khwai (วัดคอกควาย, etwa: Büffelstall-Tempel). Während der Regierungszeit von König Taksin wurde der Tempel umbenannt in Wat Kok Krabue (วัดคอกกระบือ, ebenfalls Büffelstall-Tempel, aber in Hochsprache ausgedrückt).
Die Anlage mit den Chedis in Form einer chinesischen Dschunke wurde 1835 auf Anordnung von König Nang Klao (Rama III.)  erbaut, der „seine Untertanen damit an die alten Schiffstypen erinnern wollte, der ihren Reichtum ermöglicht hatte“. Außerdem stammt der Viharn aus dieser Zeit.

## Sehenswürdigkeiten
Wichtigste Sehenswürdigkeit ist die dschunkenartige Anlage mit zwei Chedis, die sehr ungewöhnlich ist. Der „Schiffskörper“ ist aus Beton, die aufgesetzten Chedi stehen dort, wo üblicherweise Masten angeordnet sind.

## Aktuelles
Der Tempel geriet Anfang 2007 in die Schlagzeilen der Presse, als bekannt wurde, das auf Beschluss des Abtes von Wat Yannawa die meisten der zum Teil 80 Jahre alten Häuser des Soi Wanglee abgerissen werden sollten, um dort ein neues Hotel zu bauen. Soi Wanglee ist eine kleine Nebenstraße (Soi) zur Thanon Charoen Krung, welche parallel zum Wat Yan Nawa bis zum Mae Nam Chao Phraya (Chao-Phraya-Fluss) verläuft. Hier gab es bis vor kurzem noch eine intakte Nachbarschaft, welche in Jahrzehnten gewachsen war. Historische chinesische Läden und zwei- bis dreistöckige Wohnhäuser säumten diesen Soi. Ein Angebot der Bewohner, die Häuser zu restaurieren, wurde nicht angenommen. Auf der Ecke zur Charoen Krung befindet sich allerdings noch immer ein Restaurant, welches bereits in den 1950er Jahren eine Tanzbar gewesen war.